# Sokko

Les sokko sont des sortes de chaussures dotées de griffes, que les ninjas utilisaient pour grimper aux murs et aux falaises. Ce sont les équivalents des tegaki, adaptés aux pieds.
Empêchant la course à pied, elles étaient peu utilisées, ou enlevées directement après utilisation, puis récupérées ensuite.